# Liste der ugandischen Botschafter in den Vereinigten Staaten

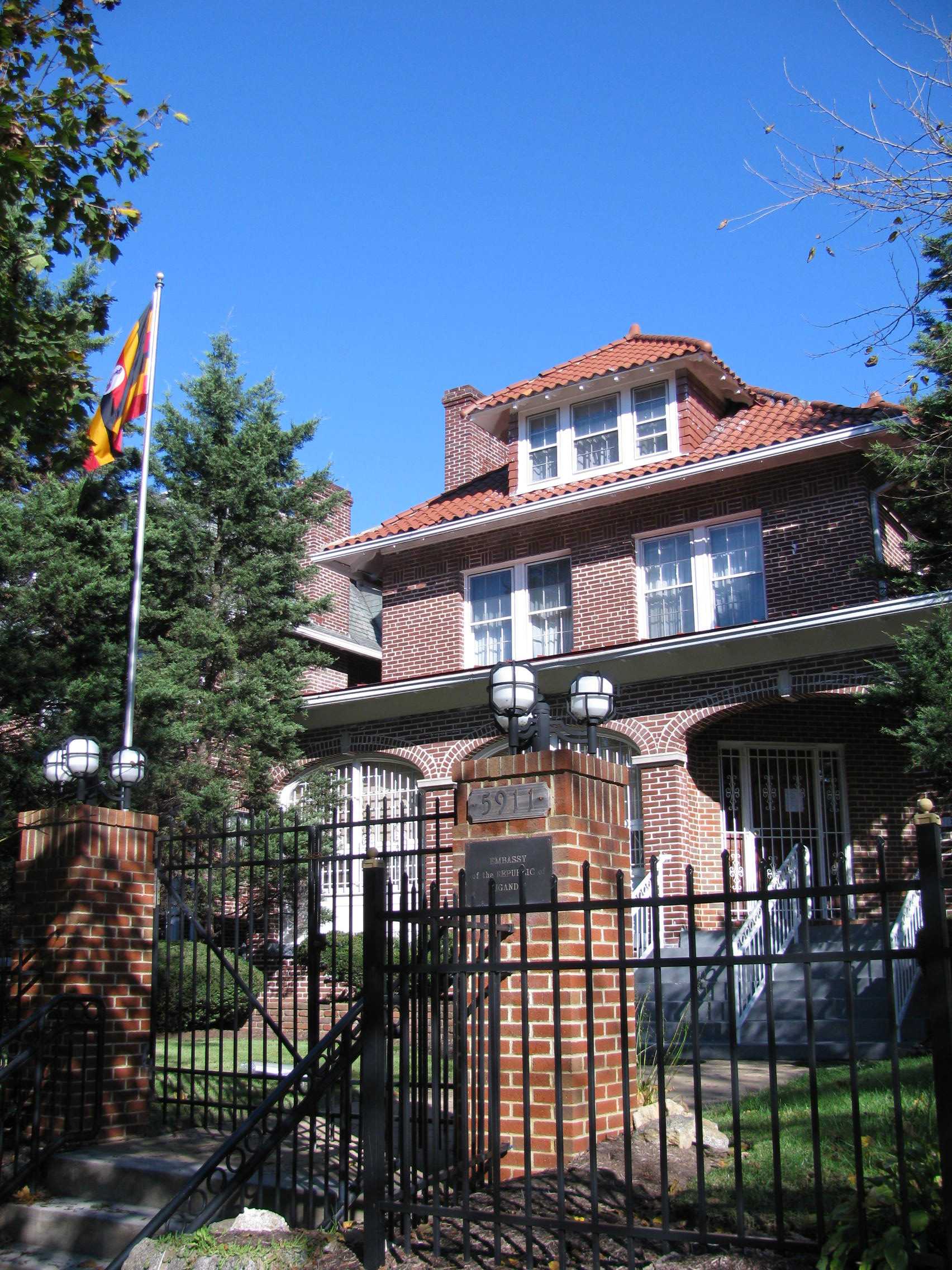
Ugandische Botschaft in Washington D.C.

In dieser Liste sind die Botschafter der Republik Uganda in den Vereinigten Staaten von Amerika angeführt. Die Ernennung der Botschafter erfolgt durch den jeweils amtierenden Präsidenten der Republik Uganda. Die Botschaft hat ihren Sitz in Washington, D.C.
| Ernennung     | Akkreditierung | Botschafter                        | Bemerkungen | ernannt durch                  | Regierung in den USA | Posten verlassen |
| ------------- | -------------- | ---------------------------------- | --- | ------------------------------ | -------------------- | ---------------- |
| 7. Mai 1964   | 12. Mai 1964   |                                    | Dem Ersuchen um das Eröffnen einer Gesandtschaft wurde stattgegeben. | Edward Mutesa                  | Lyndon B. Johnson    |                  |
| 12. Mai 1964  |                | Prince Stephen Edgar Paul Karamagi | Geschäftsträger, (* 1934) Sohn von Rukidi III. von Toro, besuchte die Nyakasura School, das Kabarole King’s College, Budo, Sidney Sussex College, Cambridge (LLB), sowie die Columbia-Universität in New York, USA., Staatssekretär von 1961 bis 1962, überstellt nach Uganda 1963, stlv. Minister 1963. heiratete Margaret Semugeshi. | Edward Mutesa                  | Lyndon B. Johnson    |                  |
| 16. Sep. 1964 | 6. Okt. 1964   | Solomon Bayo Asea                  | | Edward Mutesa                  | Lyndon B. Johnson    |                  |
| 9. Sep. 1966  | 9. Sep. 1966   | Otema Allimadi                     | | Milton Obote                   | Lyndon B. Johnson    |                  |
| 28. Jan. 1971 |                | John Bernard Moli                  | Geschäftsträger | Idi Amin                       | Richard Nixon        |                  |
| 18. Aug. 1971 | 21. Sep. 1971  | Mustapha Ramathan                  | | Idi Amin                       | Richard Nixon        |                  |
| 14. Jan. 1974 |                | Samuel Mufumba Nsubuga             | Geschäftsträger | Idi Amin                       | Gerald Ford          |                  |
| 21. Sep. 1976 |                | Mahmud Musa                        | Geschäftsträger | Idi Amin                       | Gerald Ford          |                  |
| 26. Sep. 1979 | 12. Okt. 1969  | Joshua Luyimbazi Zake              | | Godfrey Binaisa                | Jimmy Carter         |                  |
| 6. Juni 1980  |                | Aloysius R. Kabiritsi              | Geschäftsträger | Präsidialkommission von Uganda | Jimmy Carter         |                  |
| 2. Juli 1981  |                | Aggrey Awori                       | Geschäftsträger | Milton Obote                   | Ronald Reagan        |                  |
| 29. Juli 1981 | 21. Sep. 1981  | John Wycliffe Lwamafa              | | Milton Obote                   | Ronald Reagan        |                  |
| 27. Aug. 1986 | 21. Nov. 1986  | Elizabeth Bagaya                   | | Yoweri Museveni                | Ronald Reagan        |                  |
| 25. Juli 1988 | 19. Sep. 1988  | Stephen Kapimpina Katenta-Apuli    | 1992 angebliche Verwicklung in Waffengeschäfte und Schmuggel von 400 Anti-Panzerraketen. | Yoweri Museveni                | Ronald Reagan        |                  |
| 4. Sep. 1996  | 9. Okt. 1996   | Edith Ssempala                     | | Yoweri Museveni                | Bill Clinton         |                  |
| 24. Apr. 2006 | 5. Mai 2006    | Perezi Kamunanwire                 | | Yoweri Museveni                | George W. Bush       |                  |
| 6. Juni 2013  | 18. Juli 2013  | Oliver Wonekha                     | | Yoweri Museveni                | Barack Obama         |                  |